# Окурджалар
Окурджалар (тур. Okurcalar) — невелике курортне селище, розташоване на Середземноморському узбережжі Туреччини, в 94 км від аеропорту Анталії і в 31 км від Аланії.

## Історія
У II—VI століттях на території Окурджалару розташовувалося місто-порт Джустініано Наполі (або Джустіанополіс), назване на честь візантійського імператора Юстиніана І, що деякий час було його резиденцією.
14 березня 1995 року Окурджалар отримав статус нейборгуду в окрузі Аланія провінції Анталія і почав розвиватися як курорт.

## Потік Алара
Гірська річка, довжиною 62 км, що впадає в Середземне море між районами Манавгат та Аланія. Вона бере початок з вершин Акдаг і Кушак у Центральних Таврських горах на висоті 2647 м. Впадає в море на гальковій ділянці, утвореній із ґрунту, який вона приносить із собою. У минулому на цьому потоці було багато водяних млинів.

## Карабурун
Мис, що виступає на один кілометр до моря, був названий Карабурун. У той же час область, де знаходиться мис, також називається Карабурун. З західного боку мису є чудова затока. У затоці є острів, розміщений приблизно в 300 метрах від суші.

## Сільське господарство
Основна вирощувана сільськогосподарська продукція — банани, цитрусові та бобові.

## Інфраструктура
У Окурджаларі є чимало готелів, доступні щоденні екскурсії на яхтах, водні види спорту, дайвінг. Також працює великий ринок.